# Aladyn JR
Aladyn JR – musical w jednym akcie oparty na filmie animowanym Aladyn z 1992 roku.
Polska prapremiera musicalu miała miejsce w warszawskim Teatrze Muzycznym Roma 26 listopada 2011 roku w reżyserii Wojciecha Kępczyńskiego, tłumaczeniu Daniela Wyszogrodzkiego, scenografii Grzegorza Policińskiego i pod kierownictwem muzycznym Macieja Pawłowskiego.

## Obsada
- Aladyn – Jakub Mróz/Sergiusz Olejnik/Wojciech Rotowski
- Jasmina – Justyna Bojczuk/Olga Kalicka/Katarzyna Sawczuk
- Dżin – Robert Rozmus/Tomasz Steciuk
- Dżafar – Wojciech Paszkowski/Jakub Szydłowski
- Jago – Jerzy Jan Połoński /Monika Rowińska
- Sułtan – Jacek Lenartowicz/Damian Aleksander
- Razoul – Grzegorz Pierczyński
- Dywan – Ewa Lachowicz
- Gwardziści – Piotr Kamiński, Paweł Kamiński

Zespół wokalny: Weronika Bochat, Małgorzata Regent, Marcin Wortmann, Mirosław Woźniak
- Grupa musicalowa (młodzież): Justyna Bojczuk, Olga Kalicka, Katarzyna Sawczuk, Malwina Dubowska, Magda Kusa, Alicja Kozieja, Dominika Konopielko, Magda Osińska, Justyna Cichomska, Eliza Rycembel, Agnieszka Fąferek, Melania Kowalczyk, Dominik Ochociński, Łukasz Dzwoniarski, Karol Jankiewicz, Karol Osentowski, Mateusz Narloch, Łukasz Denkiewicz, Wojciech Rotowski, Sergiusz Olejnik, Anna Śmiałek, Sylwia Banasik, Tomasz Chodorowski, Patryk Maślach, Julia Pasiorowska, Zofia Komar.

## Utwory
- Arabska Noc
- Daj Skok
- Daj Skok – Repryza
- Arabska Noc – Repryza 1
- Kto jak nie Ja
- Arabska Noc – Repryza 2
- Takiego Kumpla nie ma Nikt
- Książę Ali
- To Nowy Świat
- Kto jak nie Ja – Repryza
- Książę Ali – Repryza
- To Nowy Świat – Repryza